# Trichogramma bilingense
Trichogramma bilingense is een vliesvleugelig insect uit de familie Trichogrammatidae. De wetenschappelijke naam is voor het eerst geldig gepubliceerd in 2000 door He & Pang.